# Преображенка (Роздільнянський район)
Преобра́женка — село в Україні, у Новоборисівській сільській громаді Роздільнянського району Одеської області. Населення становить 7 осіб.
До 17 липня 2020 року було підпорядковане Великомихайлівському району, який був ліквідований.

## Населення
Згідно з переписом 1989 року населення села становило 18 осіб, з яких 8 чоловіків та 10 жінок.
За переписом населення 2001 року в селі мешкало 7 осіб.

### Мова
Розподіл населення за рідною мовою за даними перепису 2001 року:
| Мова       | Чисельність | Відсоток |
| ---------- | ----------- | -------- |
| українська | 5           | 71,43%   |
| російська  | 2           | 28,57%   |
| Усього     | 7           | 100%     |